# Atarba (Atarba) merita
Atarba (Atarba) merita is een tweevleugelige uit de familie steltmuggen (Limoniidae). De soort komt voor in het Neotropisch gebied.